# Einar Bergsland
Einar Bergsland (ur. 11 grudnia 1909 – zm. 12 lipca 1982) – norweski biegacz narciarski. Promował narciarstwo alpejskie w Norwegii. W 1948 r. został sekretarzem generalnym Międzynarodowej Federacji Narciarskiej. W latach 1953–1969 był członkiem zarządu FIS.
Był także szefem komitetu organizacyjnego mistrzostw świata w 1966 r. oraz igrzysk w 1952 r. Jest autorem wielu książek o narciarstwie.
W 1973 r. Bergsland otrzymał medal Holmenkollen wraz z Franzem Kellerem oraz Ingolfem Morkiem.
Oprócz biegów narciarskich uprawiał także narciarstwo alpejskie, wioślarstwo i golfa.